# Geologija Črne gore
Geologija Črne gore vključuje sedimentne in vulkanske kamnine od paleozoika do kenozoika, odložene na slabo razumljeno podlago kristalinskih kamnin.

## Geološka zgodovina, stratigrafija in tektonika
- Dalmatinsko-hercegovska cona: to dinarsko območje je bilo prvič opisano leta 1948 kot stari črnogorski nariv, vključuje fliš in apnenec anisijske starosti, tanke ladinijske vulkansko-sedimentne kamnine, pozno triasne karbonate in jurske neritske karbonate, sledi prekinitev sedimentacije, potem pa debel kredni, paleocenski in eocenski foraminiferni apnenec. Ta pokriva jugozahodni del Črne gore.
- Sarajevski sigmoid: pas mezozojskih flišnih enot, ki se začnejo v Albaniji in se razprostirajo prek osrednje Črne gore proti severozahodu. Na vzhodu predstavlja nariv vzdolž Durmitorskega pokrova in vsebuje permske in triasne plitvo morske karbonatne in klastične kamnine. Diskordanca ločuje spodnje enote od jurskih apnenčevih kamnin in senonskega dumitorskega fliša.
- Vzhodnobosanski-durmitorski blok: pod večino severne in vzhodne notranje Črne gore leži pod njim skladovnica narivnih struktur, starost katerih sega tja do devona. Paleozojske kamnine vključujejo rahlo metamorfozirane drobnozrnate klastične kamenine s konglomeratnimi, apnenčevimi in keratofirskimi lečami. Nad diskordanco sledijo kontinentalni klastiti, apnenci in vulkanske kamnine, ki se starostno pričenjajo s triasom. Na jugovzhodu najdemo metamorforizirane mafične kamnine, obdane z nenavadnim granitnim telesom, ki je lahko posledica neobičajne granitizacije in situ.

Druge geološke značilnosti so med drugim:
- Gora Vlajna-Kukavica
- Pokrov Cehotina